# Argentins
Les Argentins sont les habitants de l'Argentine.

## Ethnonymie
L'ethnonyme Argentins a été créé à partir d'Argentine, nom d'un pays d'Amérique du Sud ; le suffixe ethnique -in se substitue à la finale du nom de pays, sur le modèle de l'espagnol argentino.

## Anthropogéographie
Les Argentins sont limitrophes des Chiliens à l’ouest, des Boliviens au nord-ouest, des Paraguayens au nord, ainsi que des Brésiliens et des Uruguayens au nord-est et à l'est.

## Anthropologie et ethnologie
À l'époque où toutes les colonies espagnoles se levèrent pour conquérir leur indépendance, celle de Buenos Aires fut affranchie l'une des premières et ce fut en 1810 qu'elle se proclama libre. Au milieu du XIXe siècle, les provinces argentines possèdent une population hétérogène qui se compose à cette époque de créoles, de mulâtres, de métis et de zambos ou zambis.
En 1968, la population est essentiellement blanche et métis ; les Amérindiens, venus des contrées du nord ou des républiques voisines, sont peu nombreux. D'autre part, les Argentins de cette époque se vantent d'utiliser une quantité élevée d'eau pour leur toilette quotidienne, sachant qu'un laisser-aller serait très mal vu.

## Migrations et diaspora
En 2017, il y a des Argentins notamment en Espagne, aux États-Unis, en Italie et au Chili.